# Пленснер, Александр
Александр Пленснер (латыш. Aleksandrs Plensners; 13 (25) апреля 1892, Гайстерхоф, Лифляндская губерния — 3 апреля 1984, Стокгольм) — штандартенфюрер СС, полковник латвийской армии, латвийский дипломат. Латышский писатель и публицист. Военный представитель Латвии в Германии (в 1937—1940 годах) и в Венгрии. Участник Первой мировой войны. Начальник сил латышской самообороны (1941), Начальник штаба генерал-инспектора Латышского легиона (1943—1944). Командир 43 полка 19-й дивизии войск ваффен-СС (2-я латвийская). Первый редактор газеты «Latvijas Kareivis» и журнала «Universitas», редактор журнала «Aizsargs».

## Деятельность
До вторжения СССР 1940 года был военным атташе в Германии и Венгрии; не выполнил приказ новых властей вернуться в Латвию, оставшись в Германии. Там вступил в контакты с абвером и уже в начале июля 1941 года вместе с частями Вермахта вернулся на родину. В нескольких объявлениях, опубликованных в пронацистских изданиях (первая половина июля), объявил себя начальником латышских сил самообороны. Позже Пленснер работал в Латышском земельном самоуправлении, а после образования Латышского легиона служил начальником штаба генерал-инспектора легиона Бангерского.
В конце мая 1944 года назначен командиром 43-го гренадерского полка 19-й латышской дивизии СС, однако уже в июле отстранён от должности и отдан под военно-полевой суд. Судом был фактически оправдан и вернулся на службу в штаб Бангерского, правда, на менее значимую должность. В конце войны Пленснер также участвовал в деятельности т. н. Латвийского Национального комитета.
Окончание войны встретил в Германии, откуда в 1950 году переехал в Швецию, где в 1984 году скончался. Похоронен на Лесном кладбище в Стокгольме.

## Память
1992 году в Военном музее Латвии открыт зал в честь Александра Пленснера. В экспозиции представлен его парадный мундир полковника латвийской армии.

## Сочинения
- Latvijas atbrīvošanās (латыш.). — Rīga, 1928.
- Divdesmitā gadsimta pārvērtības: atmiņas (латыш.). — Ņujorka, 1978.
- Pret vētrām un negaisiem (латыш.). — NY, 1982.